# North Catasauqua, Pennsylvania
North Catasauqua, Pennsylvania (енгл. North Catasauqua) град је у америчкој савезној држави Пенсилванија.

## Демографија
По попису из 2010. године број становника је 2.849, што је 35 (1,2%) становника више него 2000. године.
| Група             | 2000.         | 2010.         |
| Белци             | 2.724 (96,8%) | 2.624 (92,1%) |
| Афроамериканци    | 13 (0,5%)     | 33 (1,2%)     |
| Азијати           | 13 (0,5%)     | 26 (0,9%)     |
| Хиспаноамериканци | 51 (1,8%)     | 148 (5,2%)    |
| Укупно            | 2.814         | 2.849         |